# Xauarma

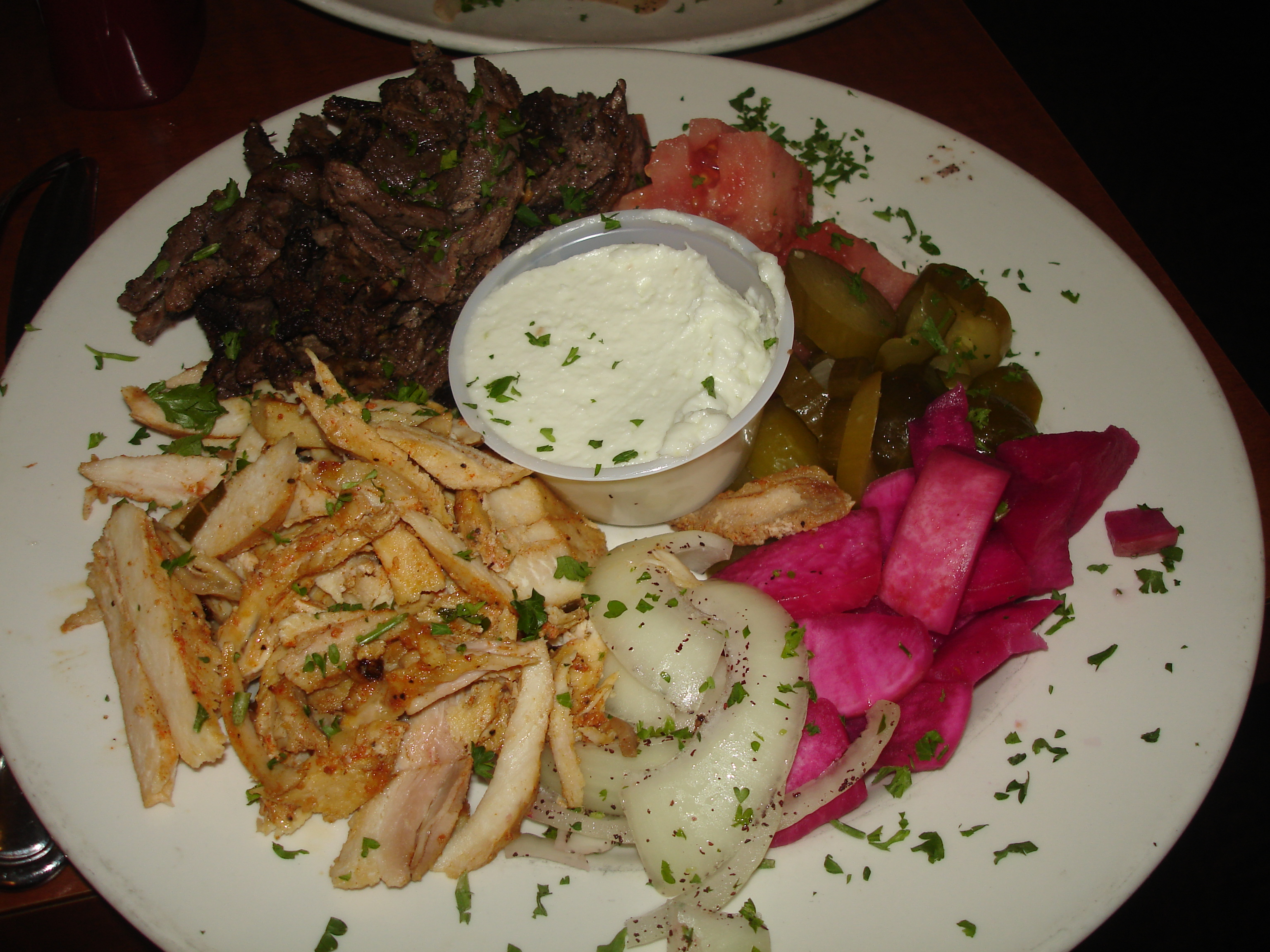
Cuina iraquiana - plat de xauarma mixta.

El xauarma (de l'àrab شاورما, xāwarmā) és un plat originari de l'Orient Mitjà, que consisteix en fines làmines de carn rostides en un rostidor vertical. Es fa amb la carn de xai, cabra, pollastre, indiot, bou, o una barreja d'aquestes. S'ha fet popular en Europa com a menjar ràpid, gràcies a la influència dels emigrants libanesos.
Es pot menjar en un plat amb acompanyament (amanida, patates fregides, arròs, entre altres) o bé en un entrepà de pa de barra o bé en un entrepà farcit fet amb pa de pita, en qualsevol cas sovint amb amanida i opcionalment alguna salsa. Amanides populars inclouen el fatuix, el tabule, o cogombre i tomàquet. Salses menjades amb el xauarma inclouen tum (una salsa elaborada d'all i oli d'oliva, semblant a allioli) i pasta de sèsam. És molt típic menjar-lo amb algun tipus d'envinagrat; l'amba, un condiment elaborat de mango envinagrat, és popular, particularment en Iraq i Israel, i el nap envinagrat és comú també.
La paraula "xauarma" prové del turc çevirme ([tʃeviɾˈme]), què vol dir "giratori". Hi ha moltes varietats de xauarma menjades en diversos països; a Turquia es diu döner, döner kebabı o döner kebap ("carn a la graella giratòria"), a Grècia es diu γύρος (gyros, "giratori"), i a Armènia és "tarna" ("giratori" també).
En Europa el mot kebab fa referència al xauarma, en els Estats Units es refereix al shish kebab (consistent en un bastonet de metall o fusta amb petits blocs de diferents tipus de carns o peixos, amb vegetals o sense, que és rostit en una graella com si es tractés de broquetes.)

## Preparació
La carn és dividida en trossos, els quals llavors són condimentats o marinats. La carn s'apila en un rostidor, alternant entre trossos de carn i trossos de greix, i finalment és comú posar una ceba o un tomàquet damunt per a afegir més sabor. Després, la pila és rostida lentament davant un foc o un calefactor elèctric.